# فیلم (فیلم)
فیلم (به انگلیسی: Film) فیلمی ۲۴ دقیقه‌ای به کارگردانی آلان اشنایدر با بازی باستر کیتون محصول ۱۹۶۵ کشور ایالات متحده آمریکا است.

## خلاصه داستان
در طول دو قسمت اول، تقریباً همه چیز از طریق چشم دوربین دیده می‌شود (که در فیلم نامه به عنوان E تعیین شده‌است)، هرچند لحظه‌هایی وجود دارد که ادراک O مشاهده می‌شود. در بخش سوم، درک بیشتری از O و اتاق و محتوای آن ارائه شده‌است. به منظور تمایز بین این دو درک، اشیا seen دیده شده توسط O از طریق یک گاز لنز مورد اصابت قرار گرفتند، و درک او را تاری می‌کند در حالی که درک E بدون گاز یا فیلتر شلیک می‌شود، و تصاویر را واضح نگه می‌دارد.

## خیابان
این فیلم بر روی یک تصویر موج دار باز می‌شود که کل صفحه را پر می‌کند. بدون رنگ، تشخیص آنچه نشان داده شده دشوار است، اما زنده است. هنگام حرکت، نمای نزدیک پلک نشان داده می‌شود. کل صفحه را پر می‌کند. چشم باز می‌شود، به آرامی، بسته می‌شود، دوباره باز می‌شود، چشمک می‌زند و سپس در یک تصویر متفاوت موج دار، هنوز تا حدودی ارگانیک اما تغییر یافته، محو می‌شود. همان‌طور که دوربین شروع به حرکت به سمت راست و بالا می‌کند، به عنوان یک دیوار قابل تشخیص است. ما در خارج از یک ساختمان (یک کارخانه قدیمی واقع در منهتن سفلی) قرار داریم. تابستان است، اگرچه تشخیص آن سخت است. حرکت دوربین روان نیست. گویی به دنبال چیزی است. سرانجام، علاقه خود را از دست می‌دهد و تابه‌ها را به سمت چپ و پایین به سمت دیوار برمی‌دارد.
ناگهان دوربین (E) با شدت به سمت چپ تغییر مسیر می‌دهد. مردی (O) در امتداد دیوار از چپ به راست عجله دارد. مکث می‌کند، دیوار را بغل می‌کند و E فرصتی پیدا می‌کند تا روی او تمرکز کند. او یک روپوش بلند و تاریک پوشیده‌است که یقه آن رو به بالا شده و کلاهش را از روی صورتش پایین کشیده‌اند. کیتون از بکت پرسید که O از زیر چه چیزی پوشیده‌است. نویسنده اذعان کرد: "من به آن فکر نکرده بودم، و سپس پیشنهاد داد:" همان کت "، که مورد توجه هر دو مرد قرار گرفت. او در حالی که سعی در محافظت از قسمت نمایان صورت خود با دیگری دارد، او را به کیف خود آویزان کرده‌است. او می‌فهمد که دیده شده و در برابر دیوار ترسیده‌است. E به سرعت پشت سر او تغییر مکان می‌دهد.
او که دیگر از مشاهده شدن خود آگاهی ندارد، دوباره شروع به کار می‌کند، و زیر پا می‌زند و یک خوابگاه راه‌آهن را لغزان می‌کند - هر چیزی که ممکن است به دیوار نزدیک باشد. او به یک زن و مرد متهم می‌شود و کلاه مرد را از سر او جدا می‌کند. E از صورت مرد به سمت زن و دوباره برمی گردد. این مرد سبیل دارد و پنس ناز پوشیده‌است. آنها در حال مشورت با روزنامه ای هستند که زن از آن در دست دارد. هر دو از آنچه اتفاق افتاده‌است وحشت زده به نظر می‌رسند.
E به یک شوت از راه دور برمی گردد و O barge را از بین و در حال حرکت تماشا می‌کند. مرد کلاه خود را جایگزین می‌کند، pince-nez را برمی‌دارد. و مراقب چهره فراری است. زن و شوهر به هم نگاه می‌کنند و مرد «دهان خود را به پرخوری باز می‌کند» اما زن او را هل می‌دهد، و تنها صدای کل نمایش را می‌گوید. آنها با هم برمی‌خیزند و مستقیماً به E خیره می‌شوند زیرا عبارتی دهان باز صورت آنها را فرا می‌گیرد. آنها تحمل ندارند که به آنچه دیده‌اند نگاه کنند و صورت خود را برگردانند.
این اقدام درست به همان لحظه ای که او به گوشه ای می‌رسد و به عقب تبدیل می‌شود، به O برمی گردد. او سر از خیابان پایین می‌کشد تا زمانی که بفهمد در آستانه درستی است. او وارد می‌شود.
پله‌ها
دوربین به دهلیز بریده می‌شود. بیننده مستقیماً در پشت O قرار دارد. پله‌ها به سمت چپ منتهی می‌شوند، اما O به سمت راست پیچیده و مکث می‌کند و خودش را به هم می‌کشد. نبضش را می‌گیرد و E حرکت می‌کند. به محض اینکه از حضور E مطلع شد، با دو قدم به پایین می‌رود و در کنار دیوار قرار می‌گیرد تا اینکه دوربین کمی عقب‌نشینی کند. هنگامی که این کار انجام شد، او به عقب تا سطح خیابان معکوس می‌شود و سپس از پله‌ها شروع می‌کند.
پیرزنی ضعیف در حال پایین آمدن است. این دوربین یک نمای کلوزآپ از ما ارائه می‌دهد. وی یک سینی گل را که توسط بند از گردنش آویخته‌است، حمل می‌کند. او به آرامی و با پاهایی دست و پا پایین می‌آید.» او پشت سر می‌زند و دوباره با شتاب از پله‌ها به سمت راست می‌رود، جایی که او روی پله ای نشسته و صورت خود را به نرده‌ها فشار می‌دهد. نگاهی کوتاه می‌اندازد تا ببیند کجاست، سپس سر خود را از دید پنهان می‌کند.
وقتی زن به پایین پله‌ها می‌رسد، مستقیم به لنز نگاه می‌کند. حالت چهره او به حالت وحشت با چشم پهن تغییر می‌یابد که در چهره‌های زن و مرد بیرون نشان داده می‌شود. چشمانش را می‌بندد و فرو می‌ریزد. E بررسی می‌کند که مرد کجا بوده‌است، اما O موفق به فرار شده‌است. دم پالتوهایش دیده می‌شود که از پله‌ها بالا می‌روند.
E او را تعقیب می‌کند و او را در بالای پرواز اول پیدا می‌کند. او به اطراف نگاه می‌کند تا ببیند کسی در این مورد وجود دارد. با رضایت به سمت چپ می‌چرخد و بدون هیچ مشکلی در اتاق را باز می‌کند و وارد می‌شود. در حالی که O در را از پشت قفل می‌کند، E متوجه لغزش می‌شود و یکبار دیگر نبض او را می‌گیرد.

## اتاق
ما خود را در یک «اتاق کوچک به سختی مبله» می‌بینیم. این مرد - و دوربینی که از پشت او را دنبال می‌کند - محتویات آن را بررسی می‌کند: یک سگ و گربه در یک سبد مشترک هستند، یک طوطی در قفس و یک ماهی قرمز در کاسه آن بالای یک میز کوچک نشسته‌اند. دیوارها لخت هستند، جدا از یک آینه و یک تصویر بدون قاب از «چهره خدای پدر» که به دیوار چسبانده شده‌است. یک کاناپه با یک بالش، چند پتو و یک فرش روی آن، یک صندلی گهواره ای با «تکیه گاه تراشیده شده» و یک پنجره با یک غلتک غلتک کور دار با پرده‌های شبکه ای به طول کامل وجود دارد سمت.

## آماده‌سازی اتاق
به‌طور سیستماتیک، O هر شی یا موجودی را در اتاق می‌گیرد و توانایی "دیدن" او را از کار می‌اندازد: او کور را می‌بندد و پرده‌های تور را از آن طرف می‌کشد، او آینه را با فرش، گربه و سگ می‌پوشاند ("یک خجالتی و بدون همکاری، چیهواوا کوچک») - با کمی دشواری - از اتاق خارج می‌شوند و تصویر پاره می‌شود. اگرچه ساده بیان شده‌است، مکانیک‌های مورد نیاز برای اجرای این کارها کار سختی است (به عنوان مثال، هنگامی که او از پنجره عبور می‌کند، او پشت پتویی پنهان می‌شود که جلوی خودش می‌گیرد تا آینه را بپوشاند و گربه و سگ را رو به دور از خود حمل می‌کند او سعی می‌کند آنها را از در بیرون بکشد).
بعد از همه موارد بالا، او می‌رود تا روی صندلی بنشیند. در زیر سر دو سوراخ وجود دارد که چشم را نشان می‌دهد. او آنها را نادیده می‌گیرد و می‌نشیند. O پوشه را از کیفش برمی‌دارد و می‌خواهد آن را باز کند، اما «دو عدد چشمی وجود دارد که متناسب هستند»؛ او پوشه را از ۹۰ درجه چرخانده اما چشم طوطی او را ناراحت کرده و باید بلند شود و قفس را بپوشاند. با کتش او دوباره می‌نشیند، همان کار را با پوشه خود تکرار می‌کند و سپس باید بلند شود و ظرف ماهی قرمز را نیز بپوشاند.
«بکت در ابتدا تصور می‌کرد فیلم را در عصر تنظیم کند، اما به یک دلیل عملی مجبور شد علیه آن تصمیم بگیرد:» برای از بین بردن تمام احتمال خاموش کردن نور در اتاق

## پله‌ها
به‌طور سیستماتیک، O هر شی یا موجودی را در اتاق می‌گیرد و توانایی "دیدن" او را از کار می‌اندازد: او کور را می‌بندد و پرده‌های تور را از آن طرف می‌کشد، او آینه را با فرش، گربه و سگ می‌پوشاند ("یک خجالتی و بدون همکاری، چیهواوا کوچک») - با کمی دشواری - از اتاق خارج می‌شوند و تصویر پاره می‌شود. اگرچه ساده بیان شده‌است، مکانیک‌های مورد نیاز برای اجرای این کارها کار سختی است (به عنوان مثال، هنگامی که او از پنجره عبور می‌کند، او پشت پتویی پنهان می‌شود که جلوی خودش می‌گیرد تا آینه را بپوشاند و گربه و سگ را رو به دور از خود حمل می‌کند او سعی می‌کند آنها را از در بیرون بکشد).
بعد از همه موارد بالا، او می‌رود تا روی صندلی بنشیند. در زیر سر دو سوراخ وجود دارد که چشم را نشان می‌دهد. او آنها را نادیده می‌گیرد و می‌نشیند. O پوشه را از کیفش برمی‌دارد و می‌خواهد آن را باز کند، اما «دو عدد چشمی وجود دارد که متناسب هستند»؛ او پوشه را از ۹۰ درجه چرخانده اما چشم طوطی او را ناراحت کرده و باید بلند شود و قفس را بپوشاند. با کتش او دوباره می‌نشیند، همان کار را با پوشه خود تکرار می‌کند و سپس باید بلند شود و ظرف ماهی قرمز را نیز بپوشاند.
"بکت در ابتدا تصور می‌کرد که فیلم را عصرها تنظیم کند، اما به یک دلیل عملی مجبور شد در مورد آن تصمیم بگیرد:" برای از بین بردن تمام احتمالاتی که نور او را در اتاق خاموش می‌کند ".

## دوره در صندلی گهواره ای
سرانجام O روبروی دیوار برهنه نشسته، پوشه را باز می‌کند و هفت عکس از خودش بیرون می‌آورد، که آنها را به ترتیب بررسی می‌کند:
۶ ماهه - در آغوش مادرش
۴ ساله - در حالت نماز زانو زدن
۱۵ ساله - در بلیزر مدرسه‌اش، به یک سگ گدائی یاد می‌دهد
۲۰ ساله - با لباس فارغ‌التحصیلی، طومار خود را از رئیس دانشگاه دریافت می‌کند
۲۱ ساله - با بازوی دور نامزدش
۲۵ ساله - یک مرد تازه‌وارد، با یک دختر کوچک در آغوش
۳۰ ساله - بیش از چهل سال به نظر می‌رسد، وصله ای را روی یک چشم خود می‌پوشد و بد ظاهر به نظر می‌رسد
او دو برابر بیشتر وقت خود را صرف تصاویر ۵ و ۶ می‌کند. بعد از اینکه چند ثانیه به عکس هفتم نگاه می‌کند، آن را می‌شکافد و روی زمین می‌اندازد. او سپس از طریق بقیه عکس‌ها به ترتیب معکوس کار می‌کند، دوباره به‌طور خلاصه به هر یک نگاه می‌کند و سپس آن را پاره می‌کند. عکس از او به عنوان یک نوزاد باید روی کوه سخت تری باشد و او با آن مشکل دارد. «[من] بکت گذشته دور همیشه سرسخت تر از وقایع اخیر است.» پس از آن او کمی سنگ می‌زند، دستانی را که زیر بغل را گرفته‌اند و سپس یک بار دیگر نبض خود را بررسی می‌کند.
او اکنون وضعیتی مشابه با مرد در قطعه ای از مونولوگ دارد که همه عکس‌های قدیمی خود را نیز از بین برده و اکنون رو به دیواری کاملاً خالی ایستاده‌است.

## سرمایه‌گذاری مناسب
(برای بحث در مورد تعریف احتمالی «سرمایه‌گذاری» در اینجا، دو پاراگراف آغازین بررسی ریچارد کیو بایگانی‌شده  در ۲۶ ژوئیه ۲۰۰۷ توسط Wayback Machine از نسخه ۱۹۷۹ فیلم را ببینید).
همان‌طور که O شروع به چرت زدن می‌کند، E شروع به حرکت به سمت چپ خود می‌کند. ناگهان، او متوجه می‌شود که تحت نظر است و با خشونت سر را به سمت راست می‌گرداند. E دوباره پشت سر او حرکت می‌کند. او شروع به تکان خوردن می‌کند و چرت می‌زند. این بار E دور خود را به سمت راست می‌چرخاند، از پنجره، آینه، قفس پرنده و کاسه ماهی عبور می‌کند و سرانجام در جلوی فضای دیواری که تصویر قرار دارد متوقف می‌شود.
E می‌چرخد و برای اولین بار، ما رو در رو با O هستیم، روی صندلی گهواره ای او خوابیده‌ایم. ناگهان بیدار می‌شود و مستقیم به لنز دوربین خیره می‌شود. او شباهت زیادی به مرد موجود در عکس هفتم دارد که بسیار بزرگتر است. او هنوز لکه چشم دارد.
او نیمی از صندلی شروع می‌کند، سپس سفت می‌شود. به تدریج نگاه وحشتناکی که قبلاً روی این زن و شوهر دیده‌ایم و چهره‌های پیرزن بر روی چهره او ظاهر می‌شود. او به خودش نگاه می‌کند، اما به مرد بی‌ادب و خسته ای که ما تماشا کرده‌ایم، نگاه نمی‌کند. مردی که جلوی او ایستاده بود و میخی بزرگ کنار سرش ایستاده بود، ظاهری از «قصد حاد» بر چهره دارد. O دوباره روی صندلی افتاده و شروع به تکان خوردن می‌کند. چشمش را می‌بندد و بیان آن کمرنگ می‌شود. صورت خود را با دستان خود به‌طور خلاصه می‌پوشاند و سپس دوباره نگاه می‌کند. این بار چهره E را از نزدیک مشاهده می‌کنیم، فقط چشم‌ها.
دوباره چشمهایش را می‌پوشاند، سرش را خم می‌کند. تاب خوردن از بین می‌رود و سپس متوقف می‌شود. صفحه سیاه می‌شود. سپس تصویر افتتاحیه چشم را می‌بینیم که یخ زده‌است و اعتبارات ارائه شده روی آن ارائه می‌شود. بعد از پایان کار، چشم بسته می‌شود و فیلم تمام می‌شود.